# بينغت يوهانسون
بينغت يوهانسون (بالسويدية: Bengt Johansson)‏ (24 يوليو 1942 في السويد - ) هو مدرب كرة يد ولاعب كرة يد السويد. شارك في الألعاب الأولمبية الصيفية 1972. ولعب مع نادي دروت لكرة اليد.

## وصلات خارجية
- بينغت يوهانسون على موقع أوليمبيديا (الإنجليزية)
- بينغت يوهانسون على موقع اللجنة الأولمبية السويدية (السويدية)